# Mário Gonzalez
Mário Gonzalez (Santana do Livramento, 22 de novembro de 1922 –  29 de julho de 2019) foi um golfista brasileiro. É considerado o melhor golfista brasileiro de todos os tempos.
Filho do também golfista espanhol José Maria Gonzalez e de Maria Clara Cabillon Salaberry, uruguaia de família basca, Mário começou a jogar golfe com oito anos de idade, tendo seu pai como seu professor. Surgiu para o esporte em 1939, em sua cidade natal; tinha apenas 17 anos e ficou com o título de campeão do Campeonato Amador do Brasil, iniciando uma série de conquistas que marcariam para sempre a história do esporte no Brasil. O jovem gaúcho monopolizou os campeonatos brasileiros de amadores até 1949 e, depois de vencer pela nona vez, profissionalizou-se e transferiu-se de São Paulo para o Gavea Golf & Country Club, no Rio de Janeiro.
Head Pro do Gavea Golf de 1949 a 1984, foi vitorioso no Amador Brasileiro por nove vezes e campeão do Aberto Brasil oito vezes. Venceu vários abertos em clubes brasileiros e detém o recorde de 16 importantes vitórias internacionais: ganhou, entre outros títulos, quatro vezes o Campeonato da Argentina, duas vezes o Aberto da Argentina, duas vezes o Aberto do Uruguai e uma vez o Campeonato Amador da Espanha, o Aberto da Espanha e o título amador do Aberto da Inglaterra.
Jogou com os melhores jogadores do mundo, tais como Bobby Jones, Gene Sarazen, Henry Cotton, Martin Pose, Roberto de Vicenzo, Ricardo Rossi, Peter Thompson, Kel Nagle, Sam Snead, Arnold Palmer, Billy Casper, George Archer, Flory Van Donck, Lloyd Mangrum e muitos outros.
Representou o Brasil em 16 Copas do Mundo.
Foi mencionado por Peter Thompson (cinco vezes vencedor do Aberto Britânico)na revista estadunidense Golf Digest como um dos dez melhores jogadores do mundo com quem já jogou.
Em 2012 foi instituída a Taça Mario Gonzales no Gavea Golf and Country Club.

## Títulos

### Principais competições internacionais
- 3 vezes o Campeonato Amadores da Argentina
- 2 vezes o Campeonato Aberto da Argentina
- 2 vezes o 1º Amador do Aberto da Argentina
- 2 vezes o Campeonato Aberto do Uruguai
- 2 vezes o 1º Amador do Aberto do Uruguai
- 1 vez o Campeonato Aberto do Sul da Argentina
- 1 vez o Campeonato Amador (Puerta de Hiero) da Espanha
- 1 vez o Campeonato Aberto da Espanha
- 1 vez o Campeonato Internacional de Duplas Mistas de Portugal
- 1 vez o Saint George Cup da Inglaterra (a competição mais antiga da Inglaterra)
- 1 vez 1º amador no Campeonato Aberto da Inglaterra
- 1 vez vencedor da classificação do Campeonato Amador dos Estados Unidos (Omaha, Nebraska)

### Principais competições nacionais
- 9 vezes o Campeonato Amador Brasileiro
- 8 vezes o Campeonato Aberto Brasileiro (profissionais e amadores)
- 3 vezes o 1º amador do Aberto Brasileiro